# 森特 (阿肯色州)
森特（英語：Zent）是位於美國阿肯色州門羅縣的一個非建制地區。該地的面積和人口皆未知。

## 地理
森特的座標為34°59′01″N 91°09′47″W / 34.98361°N 91.16306°W，而該地的平均海拔高度為61米（即200英尺）。